# Iglesia de la Transfiguración (Torralba del Pinar)
La iglesia parroquial de la Transfiguración de Torralba del Pinar, en la comarca del Alto Mijares es un lugar de culto, catalogado como Bien de Relevancia Local según la Disposición Adicional Quinta de la Ley 5/2007, de 9 de febrero, de la Generalitat, de modificación de la Ley 4/1998, de 11 de junio, del Patrimonio Cultural Valenciano (DOCV Núm. 5.449 / 13/02/2007), con código autonómico: 12.08.116-003; con la categoría de Monumento de interés local, propuesto en los correspondiente catálogos municipales de bienes y espacios protegidos, tramitado conforme al procedimiento ordinario establecido en el artículo 47 de la Ley 4/1998, de 11 de junio, de la Generalitat, del Patrimonio Cultural Valenciano, contando con el informe favorable de la conselleria competente en materia de cultura, faltando la aprobación definitiva por el organismo competente en materia de urbanismo, aunque se halle incluido en el PGOU de Torralba del Pinar, por informe favorable de 22 de marzo de 2013.

## Historia
La iglesia parroquial se ubica en el centro de la población, dentro del casco antiguo, y su construcción se inició en pleno siglo XVIII, no finalizándose la obra hasta la segunda mitad del siglo XIX.
Pertenece a la Diócesis de Segorbe-Castellón, formando parte del arciprestazgo 9, conocido como de Nuestra Señora Virgen de la Esperanza con sede en Onda.

## Descripción
Pese a que el templo quedó finalizado en 1751, se lleva a cabo una renovación del mismo en 1858. El edificio es de nave única con capillas laterales. Presenta tres crujías sin crucero. La decoración es a base de escayola con roleos vegetales y follaje, típica del siglo XVIII. Cabe destacar la cruz procesional datada del siglo XV con punzón valenciano.
Externamente destaca su campanario, con tres campanas: Santa Bárbara, Salvador y San Salvador. También puede observarse en un lateral de la fachada la presencia unas cruces grabadas, que según narra la tradición fueron hechas por los mozos del pueblo cuando se fueron a la guerra, esperando con ese gesto recibir protección para poder regresar al pueblo sanos y salvos. También puede verse un reloj de sol.